# 보르네오늘보로리스
보르네오늘보로리스(Nycticebus borneanus)는 늘보로리스속에 속하는 곡비원류 영장류의 일종이다. 인도네시아 보르네오섬 중남부의 토착종이다. 이전에는 필리핀늘보로리스(N. menagensis)의 아종 또는 이명으로 간주했지만, 박물과 표본과 사진 자료 등에 대한 연구를 통해 얼굴 표식이 다르다는 것이 부각되어 2013년에 별도의 종 지위를 얻어 승격되었다.